# Kiaušai (Anykščiai)
Kiaušai ist ein Ort im Amtsbezirk Anykščiai, in der Rajongemeinde Anykščiai, im Bezirk Utena, Litauen. Das Dorf liegt im Osten der Rajongemeinde, 8 km östlich von der Stadt Anykščiai. Es gibt einen alten Dorfsfriedhof. Im Dorf leben 12 Einwohner (Stand: 2001). Der Name ist abgeleitet vom litauischen Wort Kiaušas (männlicher Familienname).

## Personen
- Jonas Kuprionis (1901–1982), Forstbeamter und Forstwissenschaftler